# Classe 600 serie Platino
La classe 600 serie Platino, denominata anche classe 600 serie Acciaio, è stata la quinta ed ultima serie dalla Classe 600 un tipo di sommergibile costiero della Regia Marina. Costruiti durante la guerra per sostituire le unità andate perdute, erano ormai superati al momento della loro costruzione, per cui, non essendoci il tempo per progettare nuove unità, furono fatti dei miglioramenti rispetto alle serie precedenti, quali modifiche alla torretta rendendola meno visibile e venne aumentata da 650 a 700 CV la potenza dei motori diesel.

## Unità

### Acciaio
Costruito nel cantiere Odero Terni Orlando di La Spezia, entrò in servizio il 30 novembre 1941.
Il 10 dicembre 1942 attaccò infruttuosamente un incrociatore classe Leander al largo di Algeri. Il 7 febbraio 1943 lanciò due siluri contro una nave identificata come cacciatorpediniere classe Jervis. In realtà si trattava del peschereccio antisommergibile HMS Tervani da 409 tonnellate di dislocamento, che affondò rapidamente con due soli superstiti. Altre fonti accreditano però l'affondamento del Tervani al gemello Platino, affermando che la nave attaccata dall’Acciaio sarebbe stata il posamine veloce HMS Abdiel, che fu mancato da due siluri in quella zona e a quell'ora.
Il 13 luglio 1943 l’Acciaio fu silurato dal sommergibile HMS Unruly e affondò a nord dello stretto di Messina. Morirono il comandante (t.v. Mario Pescatore) e l'intero equipaggio.

### Alabastro
Costruito nei CRDA di Monfalcone, entrò in servizio il 9 febbraio 1942. 
Salpato da Cagliari il 13 settembre 1942 per la sua prima missione, al comando del t.v. Giuseppe Bonadies, fu affondato l'indomani a nord di Bougie, alle 16.20, da un velivolo appartenente al 202º Stormo della Royal Air Force. Perì l'intero equipaggio.

### Argento
Costruito nel cantiere Franco Tosi di Taranto, entrò in servizio nel settembre 1941. Durante la sua prima missione abbatté un velivolo che lo aveva attaccato. Nel novembre 1942 tentò di penetrare nella rada di Philippeville, senza riuscirci a causa della ferrea vigilanza. Anche il 21-22 gennaio 1943, nuovamente attaccato da due aerei, reagì efficacemente: il primo aereo fu danneggiato e costretto ad allontanarsi, il secondo abbattuto. Il 21 luglio fu attaccato con siluri che riuscì però a evitare. Il 3 agosto, al comando del t.v. Leo Masina, fu colpito con bombe di profondità lanciate dal cacciatorpediniere USS Buck al largo di Pantelleria. Costretto ad emergere, si autoaffondò. Tutto l'equipaggio – meno 6 uomini rimasti uccisi nello scontro – fu recuperato e fatto prigioniero dal Buck.

### Asteria
Costruito nei CRDA di Monfalcone, entrò in servizio nella primavera 1942. Svolse due attacchi il 14 luglio ed il 13 novembre 1942, ma in entrambi i casi i siluri non colpirono i bersagli (anche se nel primo caso fu sentito uno scoppio). Nel secondo caso fu poi attaccato da un velivolo, che respinse danneggiandolo.
Il 17 febbraio 1943 attaccò nuovamente i cacciatorpediniere Westland ed Easton ma subì sette ore di bombardamento con bombe di profondità e, costretto ad emergere, si autoaffondò a circa venticinque miglia da Bougie. Il comandante t.v. Dante Moroni e parte l'equipaggio furono tratti in salvo (e catturati) dalle navi inglesi; nello scontro persero la vita 5 uomini dell'Asteria.

### Avorio
Costruito nei CRDA di Monfalcone, prese parte alla battaglia aeronavale di Mezzo Agosto. 
Il 9 febbraio 1943 fu attaccato dalla corvetta HMCS Regina che lo colpì con bombe di profondità, costringendolo all'emersione. L’Avorio tentò il combattimento in superficie con cannoni e mitragliere, ma fu colpito con la morte del comandante (t.v. Leone Fiorentini), del comandante in seconda e dell'ufficiale di rotta. I superstiti avviarono le manovre di autoaffondamento mentre una imbarcazione della Regina abbordava il sommergibile per catturarlo. I canadesi non riuscirono a fermare l'allagamento del sommergibile e l’Avorio affondò assieme a 20 dei suoi 46 uomini.

### Bronzo
Costruito nel cantiere Franco Tosi di Taranto, entrò in servizio il 21 gennaio 1942.
Il 13 giugno 1942, durante la battaglia di mezzo giugno fu attaccato da un aereo e costretto ad immergersi, ma ne uscì indenne; tre giorni dopo cercò di silurare la corazzata Malaya ed una portaerei ma fu respinto dalla scorta. Prese poi parte alla battaglia di Mezzo Agosto, il 12 agosto 1942, durante la quale silurò il grosso piroscafo Empire Hope da 16.688 tsl, già danneggiato da attacchi aerei, affondandolo. Sei giorni dopo fu attaccato con siluri da un sommergibile, riuscendo ad evitarli. Il 10 dicembre lanciò quattro siluri contro due incrociatori e altrettanti cacciatorpediniere inglesi, subendo poi una dura caccia che non gli causò danni. Furono avvertiti uno scoppio ed una violenta esplosione subito dopo; e, una volta venuto in superficie, fu avvistata una vasta nube di fumo (non sono però stati mai confermati danneggiamenti). Il 12 luglio 1943, mentre si trovava al largo di Siracusa, fu attaccato dai dragamine antisommergibili Seaham, Cromarty, Boston e Poole. Colpito dalle bombe di profondità dovette emergere e subito il fuoco di mitragliera delle navi inglesi uccise il comandante (t.v. Antonio Gherardi), il comandante in seconda e 6 marinai. Il sommergibile fu quindi catturato e rimorchiato a Siracusa. Ribattezzato P.714, fu ceduto nel 1944 alla Francia assumendo il nuovo nome di Narval. Fu demolito nel 1948.

### Cobalto

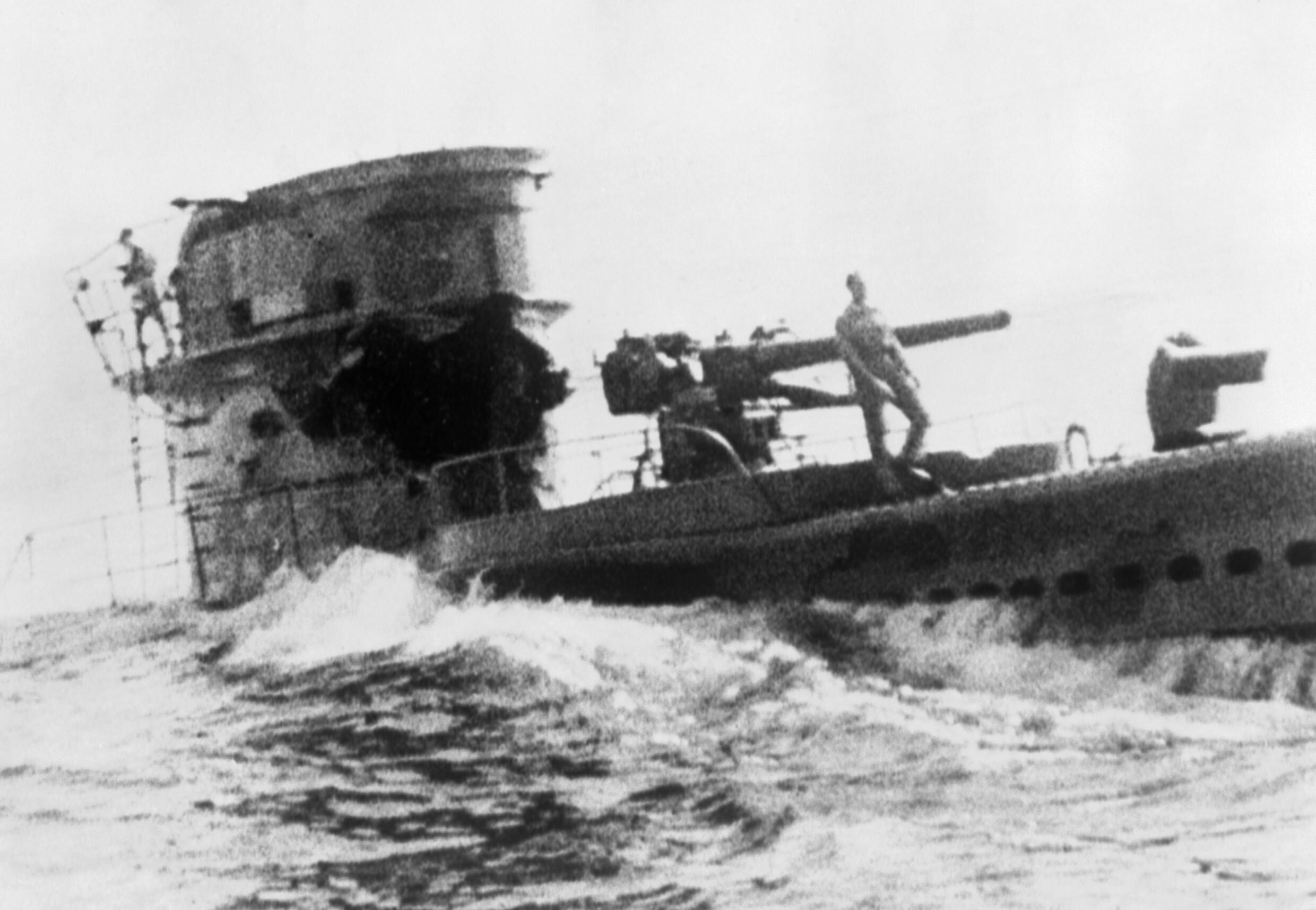

Costruito nel cantiere Odero Terni Orlando di La Spezia, entrò in servizio il 30 ottobre 1941.
Partecipò alla battaglia di Mezzo Agosto, il 12 agosto 1942, durante la quale fu fra i primi sommergibili ad attaccare il convoglio inglese. Mentre si avvicinava in superficie per attaccare il convoglio, tuttavia, fu avvistato dal cacciatorpediniere HMS Ithuriel. Mentre s'immergeva, il Cobalto fu colpito da bombe di profondità; con gravi danni e i compartimenti poppieri in via di allagamento, il comandante (t.v. Raffaele Amilcarelli) non poté che cercare di venire in superficie. Subito dopo l'emersione il sommergibile fu colpito da una cannonata e poi speronato dall’Ithuriel. Il caccia inglese cercò di rimorchiare il Cobalto, che però affondò poco dopo. L'intero equipaggio, tranne due uomini rimasti uccisi nel combattimento (il s.t.v. Giovanni Gardella ed il marinaio Mario Volpe) fu recuperato e catturato dagli inglesi.

### Giada
Costruito nei CRDA di Monfalcone, entrò in servizio il 6 dicembre 1941.
Il 14 giugno 1942, durante la Battaglia di mezzo giugno, avvistò la portaerei britannica Eagle e altre 17 navi che attaccò con il lancio di quattro siluri. Furono sentite due esplosioni, ma nessuna unità fu affondata e non si sono mai avute notizie di danneggiamenti.
Partecipò alla battaglia di Mezzo Agosto ma non riuscì a raggiungere il convoglio inglese perché attaccato da due aerei. Abbatté il secondo velivolo che lo aveva attaccato, uno Short Sunderland, ma fu costretto a rifugiarsi a Valencia per riparazioni.
La sera del 22 gennaio 1943 lanciò quattro siluri contro un mercantile scortato da due cacciatorpediniere. Furono sentite tre esplosioni (la terza molto violenta) e una successiva osservazione al periscopio rivelò che i due caccia stavano soccorrendo la nave colpita. Si trattò probabilmente di un danneggiamento, ma, come spesso accade, non è mai stato confermato.
Con l'armistizio si consegnò agli Alleati a Bona.
Il trattato di pace nel 1947 lo assegnò alla Francia, ma questa rinunciò alla consegna. Il Giada e il Vortice (altra unità assegnata alla Francia) furono gli unici sommergibili che l'Italia non fu costretta a demolire, perché furono classificati ufficialmente pontoni di carica (al Giada fu assegnata la sigla V. 1). Di notte venivano tuttavia impiegati segretamente (il trattato di pace aveva infatti vietato all'Italia di possedere sommergibili) per esercitazioni.
Nel 1951, con l'ingresso dell'Italia nella NATO, gli obblighi del trattato di pace vennero a mancare e il Giada (così come il Vortice) tornò ufficialmente in servizio con il suo vecchio nome. 
Rimodernato nel 1952-1953, fu posto fuori servizio nel 1966 e quindi demolito.

### Granito
Costruito nei CRDA di Monfalcone, entrò in servizio il 3 gennaio 1942.
Il 14 agosto effettuò un attacco contro un convoglio lanciando cinque siluri che non andarono a segno.
Il 14 novembre 1942, mentre da Augusta navigava verso la sua zona d'agguato, fu centrato da tre siluri del sommergibile HMS Saracen e affondò con tutto l'equipaggio.

### Nichelio
Costruito nel cantiere Odero Terni Orlando di La Spezia, entrò in servizio il 30 luglio 1942.
Il 17 gennaio 1943 fu oggetto dell'attacco di un velivolo, che tuttavia dovette ritirarsi danneggiato dal tiro del sommergibile.
Il 14 luglio fu attaccato da alcune motosiluranti a sud dello stretto di Messina e rispose al fuoco col cannone, affondando la motocannoniera MGB. 641.
Nel pomeriggio del 19 il Nichelio avvistò invece un piroscafo della stazza presunta di circa 8000 tsl, scortato da due corvette, e lo attaccò lanciando due siluri dei quali uno solo partì (l'altro rimase nel tubo causa un guasto). La nave si appoppò e si ritenne che stesse per affondare. Non risultano comunque affondamenti di navi inglesi: probabilmente si trattò di un danneggiamento. In seguito all'armistizio si consegnò agli Alleati a Bona e durante la cobelligeranza svolse missioni di addestramento. In base alle clausole del trattato di pace, il 7 febbraio 1949 fu consegnato all'Unione Sovietica dove, con la sigla Z. 14,operò sino al 1960. Fu poi demolito.

### Platino

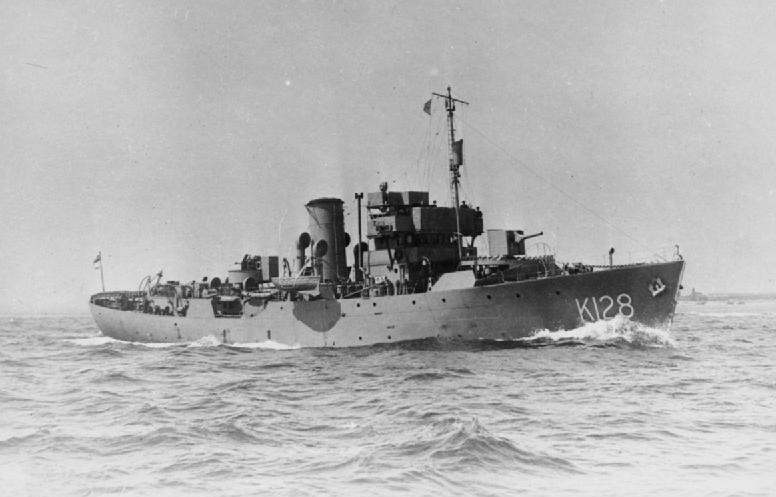
La corvetta britannica Samphire affondata dal Platino il 30 gennaio 1943.

Costruito nel cantiere Odero Terni Orlando di La Spezia, entrò in servizio il 2 ottobre 1941.

Il 17 marzo 1942 un bombardiere Bristol Blenheim lo attaccò tre bombe che non colpirono il sommergibile che anzi riuscì a danneggiare l'aereo e a costringerlo ad allontanarsi.

Il 13 novembre 1942 (al comando del tenente di vascello Roberto Rigoli) penetrò nella rada di Bougie e silurò il piroscafo Narkunda da 16.642 tonnellate di stazza lorda. Causa il bassofondale la nave rimase emergente e quindi non è certo se attribuire la sua perdita al Platino o ai bombardieri tedeschi che la attaccarono il giorno seguente.

Nella notte del 29 gennaio 1943, al comando del tenente di vascello Vittorio Patrelli Campagnano, lanciò quattro siluri contro un convoglio al largo di Capo Carbon. La corvetta HMS Samphire (da 1015 tonnellate di dislocamento) fu colpita dai siluri e affondò. con i 45 uomini del suo equipaggio.

Alcune fonti attribuiscono al Platino, anziché al gemello Acciaio, anche l'affondamento del peschereccio antisommergibile HMS Tervani (409 tonnellate di dislocamento), affondato da due siluri il 7 febbraio 1943.

Il 18 febbraio attaccò un altro convoglio formato da una decina di mercantili, lanciando quattro siluri. Fu udito un violento scoppio ma non fu possibile accertare il risultato a causa della reazione della scorta. Non risultano comunque navi colpite in quell'attacco.

In seguito all'armistizio si consegnò agli Alleati a Bona.
Effettuò cinque missioni durante la cobelligeranza e nel 1948 fu avviato alla demolizione in base alle clausole del trattato di pace.

### Porfido
Impostato il 9 novembre 1940 nei CRDA di Monfalcone, fu varato il 23 agosto 1941 ed entrò in servizio il 24 gennaio 1942. Partecipò alla battaglia di Mezzo Agosto e svolse in tutto cinque missioni di guerra. Il 2 dicembre 1942 partì per la sua ultima missione al largo di Bona; all'1.50 del 6 dicembre avvistò il sommergibile inglese Tigris che però aveva già lanciato due siluri: uno fu evitato ma l'altro centrò il Porfido in corrispondenza della sala macchine, provocandone l'affondamento in una ventina di secondi nei pressi dell'isola La Galite. Su 48 uomini dell'equipaggio si ebbero solo 4 sopravvissuti, recuperati proprio dal Tigris.

### Volframio
Costruito nel cantiere Franco Tosi di Taranto, iniziò la sua prima missione il 7 agosto 1942, prendendo parte alla battaglia di Mezzo Agosto. Fu poi scelto per trasportare incursori ma tutte le missioni di questo tipo fallirono: il 2 e l'8 febbraio 1943 fu costretto al rientro a causa del contrasto aeronavale alleato, mentre la terza volta, il 30 maggio, dovette rientrare a causa del maltempo. All'armistizio si trovava ai lavori a La Spezia e il 9 settembre 1943, non potendo muoversi, si autoaffondò nel porto della città. Recuperato dai tedeschi ma inutilizzabile, fu definitivamente affondato da un attacco aereo nel 1944.